# ZALMAN
ZALMAN（ザルマン）は、韓国ソウル市に本社を置くPCパーツ・周辺機器メーカーである。1999年設立。2007年5月KOSDAQ上場。代表取締役はイ・ヨンピル。米国に支社を持つ。

## 概要
自社のWEBサイトでは、コンピュータ冷却装置専門企業を謳っている。CPUクーラー、VGAクーラーやPCケースなどを主力製品とし、世界規模で製品の販売を行っている。
他社とは違ったユニークなデザインと機能性をあわせ持つ製品が売り。2008年には3D対応の液晶モニター販売にも参入した。
日本の自作パソコン愛好家の間では、パーツに標準装備された冷却部品をZALMAN製のものに換装することを「笊化（ざるか）」と呼ぶ向きもあった。（自作PC板や外部リンク先などを参照）
韓国国内では設立以来、急成長している企業としても認知されており、大統領賞や優良ベンチャー企業などに選定されている。
2014年10月20日、ZALMANの親会社である韓国の中堅家電メーカーモニュエルが5000億ウォンの不渡りを出し再生手続を申請した。内部告発によりモニュエルは虚偽輸出、不正融資などに手を染めていたことが発覚。11月には逮捕状を出されたモニュエル代表が逃走、関連会社や金融機関が大きな被害を受け、不正を見逃した金融監督院と政府の責任が問われるなど社会問題化した。モニュエルは2011年のZALMAN買収による増資をきっかけとして不正に手を染め始めたとみられている。
2014年11月3日、ZALMANはソウル中央地方裁判所へ再生手続開始申請を行ったと発表。親会社の破たんを受けてとみられる。2014年11月現在、ZALMANは裁判所の管理下で再建を行っているため顧客に影響はなく、また親会社の不正にも関与していないとのリリースを発表している。

## 製品
- コンピューター製品用冷却機器
  - CPUクーラー
  - VGAクーラー
  - HDDクーラー
  - チップセットクーラー
  - リキッドクーラー（水冷装置）
  - ファンコントローラー
  - ノートパソコン用クーラー
- PCケース
- 電源ユニット
- 液晶モニター
- ヘッドホン
- マウス

## 読み方
日本では一般的に「ザルマン」と呼ぶ。
なお、「ZALMAN」という社名には、「上手にできる」「進取的な思考」「自信」「満足な」「十分な」「良い人」といった様々な意味合いが込められており、同社の社訓としている。